# Cephalophyllum
Cephalophyllum is een geslacht uit de ijskruidfamilie (Aizoaceae). De soorten komen voor in Zuid-Afrika.

## Soorten
- Cephalophyllum alstonii Marloth ex L.Bolus
- Cephalophyllum caespitosum H.Hartmann
- Cephalophyllum compressum L.Bolus
- Cephalophyllum confusum (Dinter) Dinter & Schwantes
- Cephalophyllum corniculatum (L.) Schwantes
- Cephalophyllum curtophyllum (L.Bolus) Schwantes
- Cephalophyllum ebracteatum (Pax ex Schltr. & Diels) Dinter & Schwantes
- Cephalophyllum framesii L.Bolus
- Cephalophyllum fulleri L.Bolus
- Cephalophyllum goodii L.Bolus
- Cephalophyllum griseum (S.A.Hammer & U.Schmiedel) H.E.K.Hartmann
- Cephalophyllum hallii L.Bolus
- Cephalophyllum herrei L.Bolus
- Cephalophyllum inaequale L.Bolus
- Cephalophyllum loreum (L.) Schwantes
- Cephalophyllum niveum L.Bolus
- Cephalophyllum numeesense H.E.K.Hartmann
- Cephalophyllum parvibracteatum (L.Bolus) H.E.K.Hartmann
- Cephalophyllum parviflorum L.Bolus
- Cephalophyllum parvulum (Schltr.) H.E.K.Hartmann
- Cephalophyllum pillansii L.Bolus
- Cephalophyllum pulchellum L.Bolus
- Cephalophyllum pulchrum L.Bolus
- Cephalophyllum purpureoalbum (Haw.) Schwantes
- Cephalophyllum regale L.Bolus
- Cephalophyllum rigidum L.Bolus
- Cephalophyllum rostellum (L.Bolus) E.K.H.Hartmann
- Cephalophyllum serrulatum L.Bolus
- Cephalophyllum spissum H.E.K.Hartmann
- Cephalophyllum staminodiosum L.Bolus
- Cephalophyllum subulatoides (Haw.) N.E.Br.
- Cephalophyllum tetrastichum H.E.K.Hartmann
- Cephalophyllum tricolorum (Haw.) N.E.Br.

... · 
Antimima · 
Argyroderma · 
Carpobrotus · 
Disphyma · 
Dorotheanthus · 
Gibbaeum · 
Lapidaria · 
Lithops · 
Mesembryanthemum · 
Sceletium · 
Tetragonia · 
...